# Константінов Володимир Михайлович (футболіст)
Володимир Михайлович Константінов (рос. Владимир Михайлович Константинов; нар. 24 серпня 1953 — пом. 3 січня 2016, Кишинів, Молдова) — радянський футболіст, півзахисник.

## Життєпис
Вихованець секції Палацу піонерів Ашгабата. Розпочинав грати за «Будівельник» (Ашгабат) в першій лізі в 1971 році. У 1974 році провів 28 матчів, відзначився одним голом за кишинівський «Ністру» у вищій лізі. У 1977 році повернувся в обхід ашгабатської команду, в 1980-1981 роках знову виступав за «Ністру». Завершив кар'єру в «Колосі» (Нікополь). Всього в першій лізі провів 303 матчі, відзначився 28 голами.
Учасник Спартакіади народів СРСР 1979 року в складі збірної Туркменської РСР.
Помер 3 січня 2016 року у лікарні «Святої Трійці» в Кишиневі. Дочка дізналася про його смерть тільки 19 березня. Похований 22 березня на кладовищі «Дойна».